# Bestandsserver

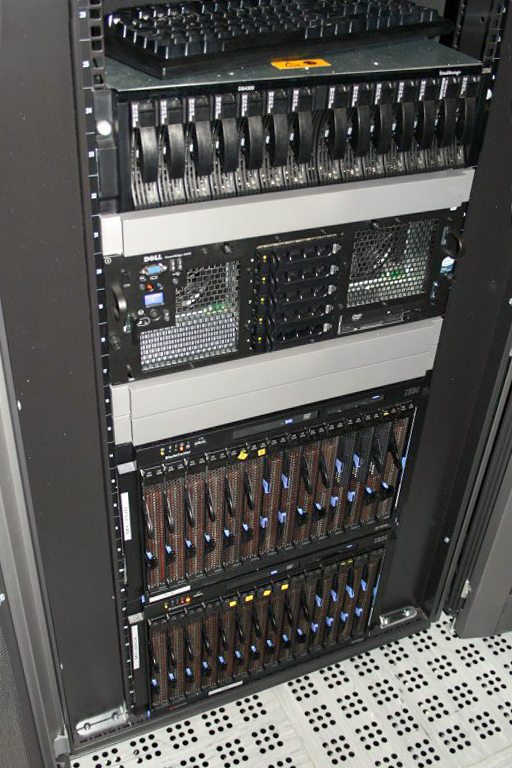
Bestandsservers in een 19-inch rack.

Een bestandsserver (of file server in het Engels) is een server die Network Attached Storage ter beschikking stelt aan clients. Veel gebruikte protocollen zijn FTP, HTTP, NFS en SMB. Bestandsservers kunnen RAID gebruiken om de snelheid en betrouwbaarheid van het lezen en schrijven te vergroten. Hiermee koppelt een beheerder meerdere (externe) schijfstations aan de bestandsserver die zorgen voor de hogere snelheid en betrouwbaarheid.
Een bestandsserver dient ervoor te zorgen dat bestanden volledig en zonder een enkele fout worden overgebracht naar de client. Dit in tegenstelling tot een streaming server, zoals die bij streaming media wordt gebruikt. In dat geval is het minder belangrijk dat alle beelden foutloos overkomen, maar staat het afleveren van een continu doorlopende stroom - een video zonder haperingen - centraal (zie ook downloaden versus streamen).